# Mine de Huntly
Pour les articles homonymes, voir Huntly.
La mine de Huntly est une mine à ciel ouvert de bauxite située en Australie-Occidentale. Elle appartient à Alcoa. Elle alimente deux raffineries d'alumine situées à Pinjarra et Kwinana. C'est l'une des plus grandes mines de bauxite au monde.